# هيرويوكي تاكاهاشي
هيرويُوكي تاكاهاشي (باليابانية: 高橋 宏幸) (مواليد 6 مايو 1983)، هو لاعب كرة قدم ياباني سابق كان يلعب كلاعب وسط.

## وصلات خارجية
- هيرويوكي تاكاهاشي على موقع رابطة كرة القدم اليابانية للمحترفين (اليابانية)
- هيرويوكي تاكاهاشي على موقع عالم كرة القدم.نت (الإنجليزية)